# Dano (distrikt)
Dano är ett distrikt i Etiopien. Det ligger i den centrala delen av landet, 160 km väster om huvudstaden Addis Abeba.